# Rusty Dedrick
Rusty Dedrick (* 12. Juli 1918 in Delevan, New York als Lyle F. Dedrick; † 25. Dezember 2009 in Summitville, New York) war ein US-amerikanischer Jazz-Trompeter, Arrangeur und Komponist.
Rusty Dedrick hatte Unterricht bei Stefan Wolpe und Paul Creston; 1938/39 begann er seine Karriere bei Bill Borden und Dick Stabile. 1939–41 arbeitete er bei Red Norvo, Ray McKinley und 1941/42 bei Claude Thornhill. Nach dem Dienst in der US-Army spielte er 1946 bei Ray McKinley und 1946/47 erneut bei Thornhill. Ende der 1940er Jahre bis in die 1960er Jahre arbeitete er vorwiegend als Studiomusiker in New York City; daneben arrangierte und komponierte er für Don Elliott, Maxine Sullivan und Lee Wiley. 1957 nahm er mit John LaPorta, Wendell Marshall und Clem de Rosa ein Tributalbum für Bunny Berigan auf. 1967 spielte er bei Urbie Green; anschließend war er musikalischer Direktor der Pop-Formation The Free Design. 
Anfang der 1970er Jahre spielte er bei Lionel Hampton und war als Musikpädagoge an der Manhattan School of Music tätig. Zu seinen Kompositionen gehört The Modern Art Suite und die Suite for Alto Sax and Trumpet.

## Diskographische Hinweise
- A Salute to Bunny Berigan (Counterpoint, 1957)
- Rhythm and Winds (Esoteric, 1957)
- The Big Band Sound (Four Corners, 1964)